# 科迪斯堡
科迪斯堡是巴西米纳斯吉拉斯州的一个市镇。总面积823.215平方公里，总人口9385人，人口密度11.4人/平方公里。是作家若昂·吉马朗伊斯·罗萨的出生地。

## 历史
1883年，神父胡安·德·圣安东尼奥（João de Santo Antônio ）来到此地，并在此开始建造一座小村庄，因其美丽的风景而命名这里为（美景），并在此地建造了一座小教堂。1890年时称作Cordisburgo da Vista Alegre（1923年改为今名），为帕劳佩巴下属的区，于1938年12月19日升格为市镇。
该市镇的名称“Cordisburgo”来自拉丁语（心脏）和德语（城市）的混合，意为“中心城市”，原为当地的别称。